# بو فارلي
بو فارلي (بالإنجليزية: Bo Farley)‏ هو مدرب كرة سلة أمريكي، ولد في 25 مارس 1907، وتوفي في 1 أبريل 1999 في غرينفيل في الولايات المتحدة.